# Jim O'Rourke (beisebolista)
James Henry O'Rourke (1º de setembro de 1850 – 6 de janeiro de 1919), apelidado de "Orator Jim", foi um jogador profissional de beisebol jogando na National Association e Major League Baseball principalmente como campista esquerdo. Pelo período de 1876–1892, ele estava atrás apenas de Cap Anson em partidas jogadas nas grandes ligas (1644), rebatidas (2146), vezes ao bastão (6884), duplas (392) e bases totais (2936), e atrás apenas de Harry Stovey em  corridas (1370).